# Saukko
Saukko byla malá konvenční ponorka finského námořnictva. Byla jediná ponorka postavená speciálně pro službu na jezeře, konkrétně na Ladožském jezeře. Ve své době byla nejmenší ponorkou na světě.

## Stavba

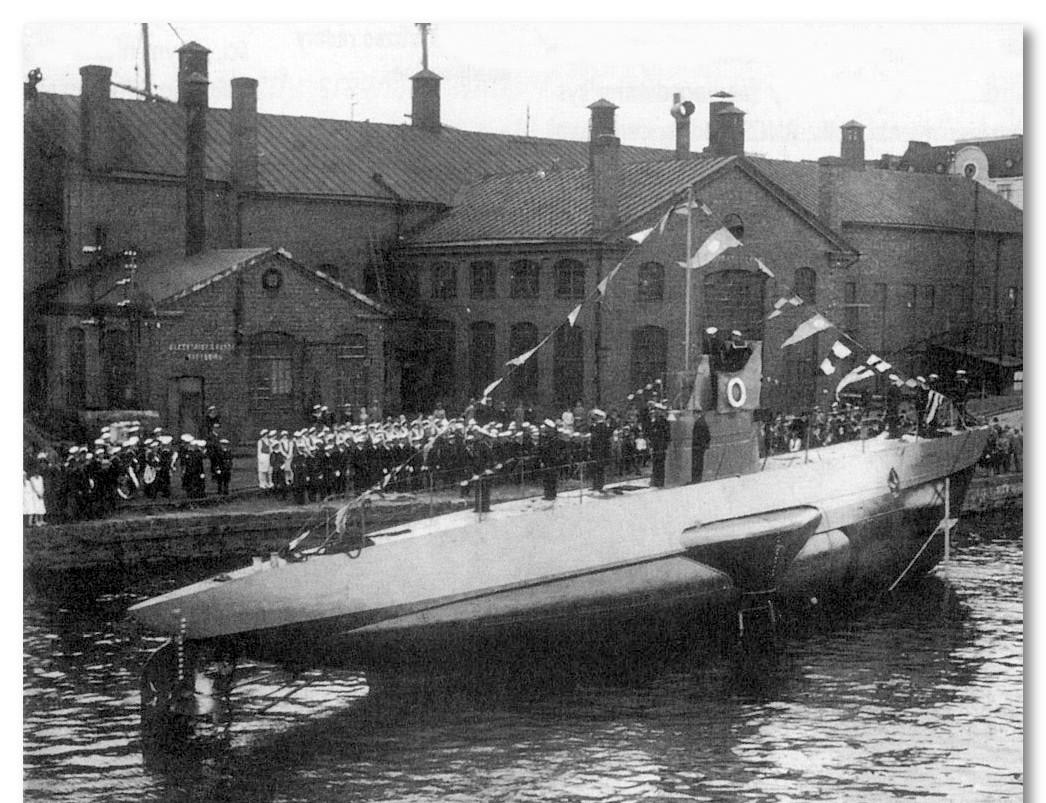
Saukko během spuštění na vodu

Stejně jako u všech finských ponorek byla Saukko navržena německými inženýry. Jako projekt Pu110 ji navrhla nizozemská společnost Ingenieurskantoor voor Scheepsbouw (I.v.S), která však byla loutkovou německou společností, umožňující Německu zachování znalosti stavby ponorek navzdory zákazu jejich vývoje Versailleskou smlouvou. Postavila ji loděnice Sandvikens Skeppsdocka och Mekaniska Verkstad v Helsinkách. Stavba byla zahájena v dubnu 1928, ponorka byla spuštěna na vodu 2. července 1930 a dne 16. prosince 1930 byla uvedena do služby.

## Konstrukce

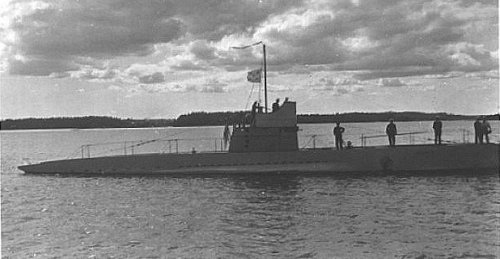
Saukko

Ponorka Saukko byla velmi malá, neboť smlouva z Tartu na ladožském jezeře povolovala provozovat pouze válečné lodě s výtlakem menším než 100 tun. Ponorka byla vyzbrojena dvěma příďovými 450mm torpédomety, jedním 12,7mm kulometem a jedním 7,62mm kulometem. Mohla také nést až 9 námořních min. Pohonný systém tvořil jeden diesel Krupp-Germania o výkonu na šroubu 170 hp (při modernizaci nahrazen jiným o výkonu 200 hp) a jeden elektromotor o výkonu na šroubu 150 hp. Lodní šroub byl jeden. Nejvyšší rychlost dosahovala 7 uzlů na hladině a 5,7 uzlu pod hladinou. Operační hloubkový dostup byl 75 metrů. Ponorku bylo možné přepravovat rozloženou po železnici (v takovém případě byla sejmuta velitelská věž a trup byl rozdělen na dvě části).

## Operační služba
K plánovanému nasazení na jezeře nikdy nedošlo a Saukko za zimní války a pokračovací války v letech 1939–1944 operovala na Baltu. Po válce bylo Finsku zakázáno vlastnit ponorky, a proto byla Saukko roku 1947 vyřazena a roku 1952 sešrotována.